# Людевит Гай
Людевит Гай (на хърватски: Ljudevit Gaj) е хърватски политик, езиковед, журналист и писател. Той е централна фигура в Илирийското движение и Хърватското национално възраждане.

## Биография
Роден е на 8 юли 1809 г. в Крапина. Израства в семейство на аптекар, в което се говори немски език.
Людевит Гай от млад се запознава с немската литература, като самият пише на немски стихотворения и разкази. Същевременно пише стихотворения и на кайкавски хърватски, някои от които публикува през 1826 г. Учи в Карловац, където се запознава с щокавския диалект и със сборника с исторически песни „Приятен разговор на словинския народ“ (Razgovor ugodni naroda slovinskoga) от Андрия Качич-Миошич. От речника на Андрия Ямбрешич възприема названието илирийци за всички южни славяни. Следва философия във Виена и Грац. Там у него се оформя схващането, че южните славяни са автохтонни и са наследници на древните илири и на тази основа създава идеята за обединение на южните славяни. Влияние върху Людевит Гай оказват и Ян Колар и Павел Йозеф Шафарик.
През 1830 Людевит Гай се опитва да създаде нов правопис с „Кратка основа на хърватско-славянския правопис“ (Kratka osnova horvatsko-slavenskog pravopisanja). Тук той излага предложението си за правописна реформа на принципа всеки звук да се пише с една буква, като използва букви с диакритични знаци (č, š, ž), образец за които открива в чешкия правопис.
При завръщането си в Загреб през 1832 г. попада в кръга на млади литератори, повлияни от идеите на Людевит Гай. Самият той написва няколко патриотични песни, сред които най-популярна става „Още Хърватска не е загинала“ (Još Horvatska ni propala). Същата година подава молба до властите за разрешително за издаване на вестник, каквото получава чак през 1834 г. На 6 януари 1835 г. се появява „Хърватски вестник“ (Novine Horvatske), a на 10 януари и неговото литературно приложение „Зорница хърватска, славонска и далматинска“ (Danica Horvatska, Slavonska i Dalmatinska), като още от десетия му брой започва да прилага новия правопис, а от 28 преминава към щокавски диалект. На 5 декември 1835 г. Людевит Гай издава прочутия си „Проглас“, в който, освен че обявява изоставането на кайкавския диалект, той начертава основните принципи на илиризма, а именно общ език, изграден върху щокавския диалект и обединение на всички „илирийци“ (южни славяни) от целия Балкански полуостров, включително и българите.
През 1836 г. Людевит Гай променя името на вестника и приложението в „Илирийски народен вестник“ (Ilirske narodne novine) и „Зорница илирийска“ (Danicu ilirsku), което е крачка напред в прокарването на идеите за илиризма. Около тези издания се групират хърватски патриоти, някои от които израстват като известни писатели. Статиите и литературният материал, публикуван от Людевит Гай всъщност са програми на илирийското движение, като хърватите започват да се отъждествяват с илирийците, а самото название хървати бива възприемано като маджарони, т.е. поунгарчени хървати. Това название предизвиква реакцията на унгарския крал, който на 17 януари 1843 г. издава указ, с който забранява използването на думи като илиризъм, илирийски, Илирия.
На 18 януари 1843 г. „Илирийският народен вестник“ излиза за последен път под това заглавие. Следващият брой вече е със заглавие „Народен вестник“ (Narodne novine), а литературното приложение приема отново заглавието от първата година: „Зорница хърватска, славонска и далматинска“ (Danica Hrvatska, Slavonska i Dalmatinska). Макар че по илирийското движение е нанесен удар, то оставя трайни следи в хърватската история, език и култура.
През 1848 г. Людевит Гай се обявява срещу унгарската революция. Освен това между него и Вук Караджич възникват противоречия относно езика и правописа. Людевит Гай отказва да публикува статия на Вук Караджич, който се застъпва за това езикът и правописът, които той поддържа, да бъдат общи за сърби и хървати. Поради тази причина, при подписването на Виенския договор Людевит Гай не участва, въпреки че години наред се е борил за единен език на южните славяни.
От 1849 г. Людевит Гай поддържа с вестника си виенското правителство, но въпреки това е смятан за неблагонадежден, полицията го следи, а през 1853 г. дори е арестуван по обвинения за връзки със Сърбия. Последният му по-голям опит да окаже някакво влияние на политическия живот е статията му „Мисли за съглашение на Хърватска и Славония с правителството“ (Gedanken zum Ausgleich Croatiens und Slavoniens mit der Regierung) (1864), в която защитава политиката на самостоятелната народна партия и помирение между принципите на централизацията и федерацията в бъдещето конституционно устройство на Австрия.
Постепенно Людевит Гай бива забравен, начело на политическия живот в Хърватска застават други хора. Умира в бедност на 20 април 1872 г. в Загреб.

## Ползвана литература
- Проф. Емил Георгиев „Очерки по история на славянските литератури“, първа част, С. 1977, стр. 144-146